# سیارک ۲۰۷۷۳
سیارک ۲۰۷۷۳ (به انگلیسی: 20773 Aneeshvenkat، نامگذاری:2000QS208) بیست هزار و هفتصد و هفتاد و سومین سیارک کشف شده‌است که در ۳۱ اوت ۲۰۰۰ کشف شد.
قدر مطلق سیارک برابر ۱۶.۲ است.